# (9252) Goddard
(9252) Goddard ist ein Asteroid des äußeren Hauptgürtels, der am 17. Oktober 1960 von dem niederländischen Astronomenehepaar Cornelis Johannes van Houten und Ingrid van Houten-Groeneveld entdeckt wurde. Die Entdeckung geschah im Rahmen des Palomar-Leiden-Surveys, bei dem von Tom Gehrels mit dem 120-cm-Oschin-Schmidt-Teleskop des Palomar-Observatoriums aufgenommene Feldplatten an der Universität Leiden durchmustert wurden.
Der mittlere Durchmesser des Asteroiden wurde grob mit 11,774 km (±3,041) berechnet, die Albedo mit 0,080 (±0,053).
(9252) Goddard wurde am 2. April 1999 nach dem US-amerikanischen Raketenpionier Robert Goddard (1882–1945) benannt. Schon 1964 war ein Mondkrater der östlichen Mondvorderseite nach Robert Goddard benannt worden: Mondkrater Goddard.